# 智清寺
智清寺（ちせいじ）は、東京都板橋区にある浄土宗の寺院。

## 概要
室町時代初期、見誉智清（1440年寂）によって開山された。1784年（天明4年）の火災で記録を失ってしまったため、詳細は不明である。
境内には、「中用水遺構石橋」と呼ばれる橋の跡がある。「中用水」とは、石神井川から分かれた用水路で、別名「稲付川」「北耕地川」とも呼ばれた（現在は、ほとんどが暗渠化している）。この中用水が、かつては境内を横断していたのである。
他にも「木下藤吉郎出世稲荷大明神」を祀る祠がある。大坂の陣の際、高松半平という浪人が当寺まで落ち延びて、「豊臣秀吉の守護神像」を祀ったのが起源であるという。

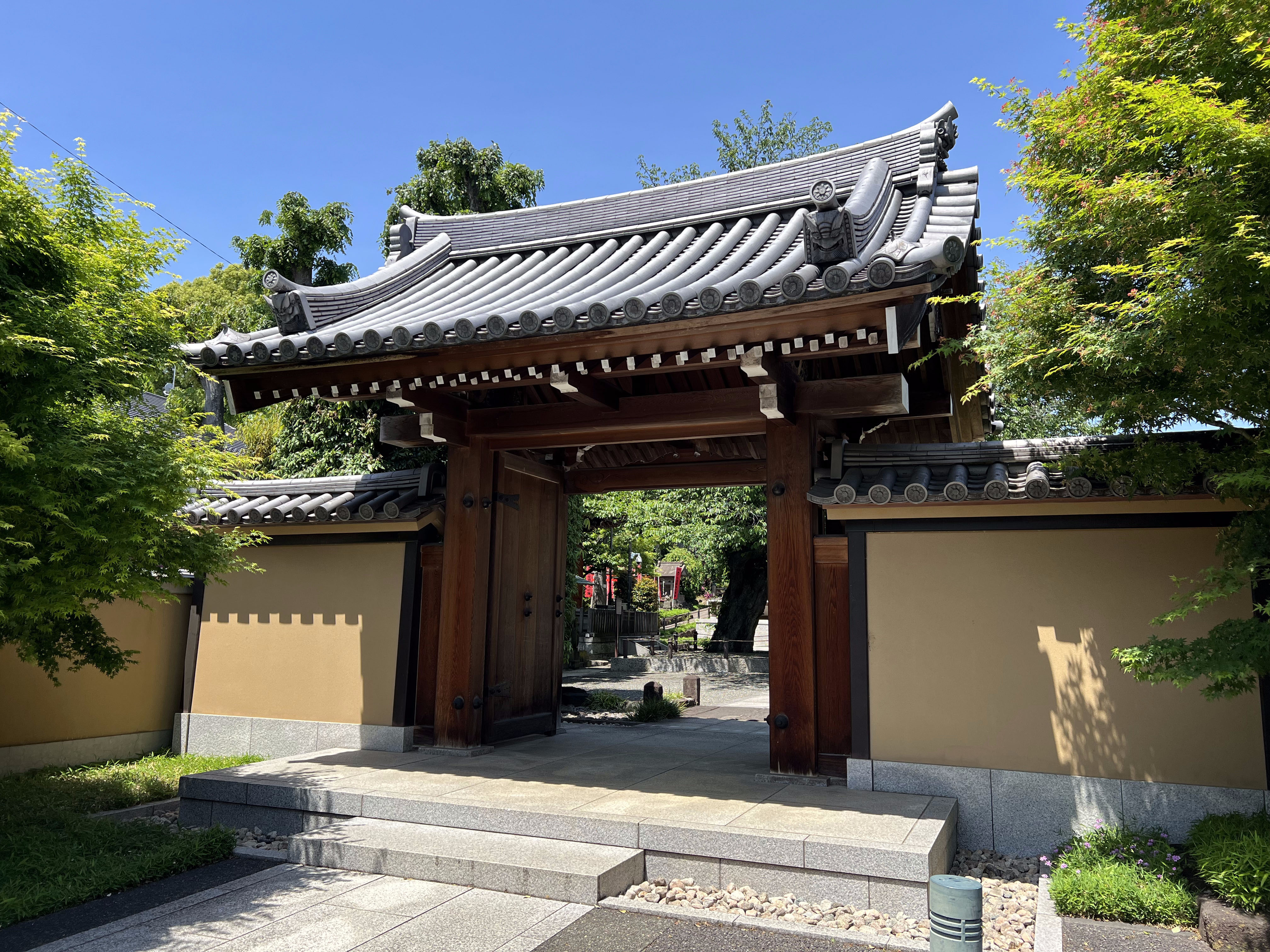
山門
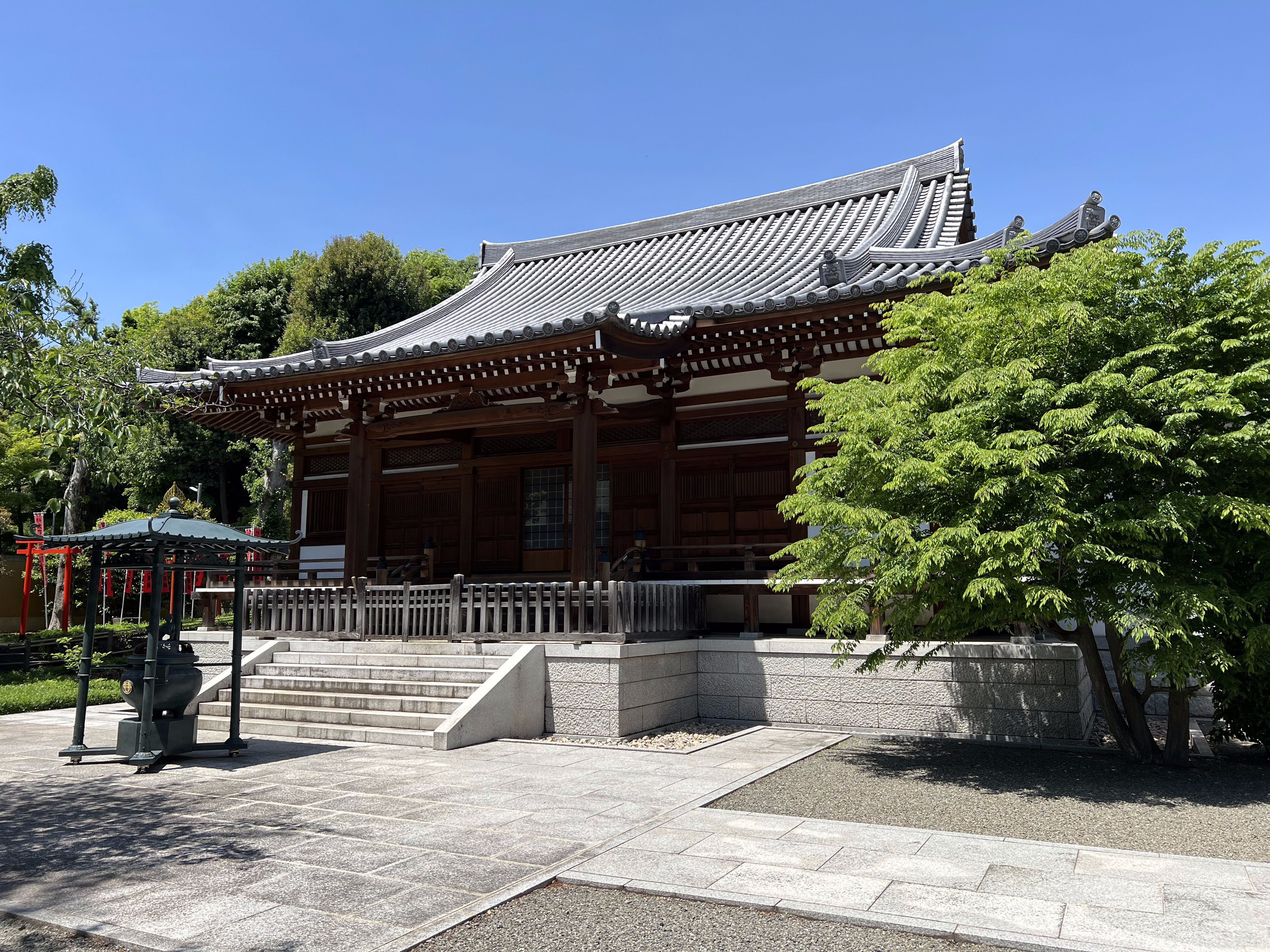
本堂
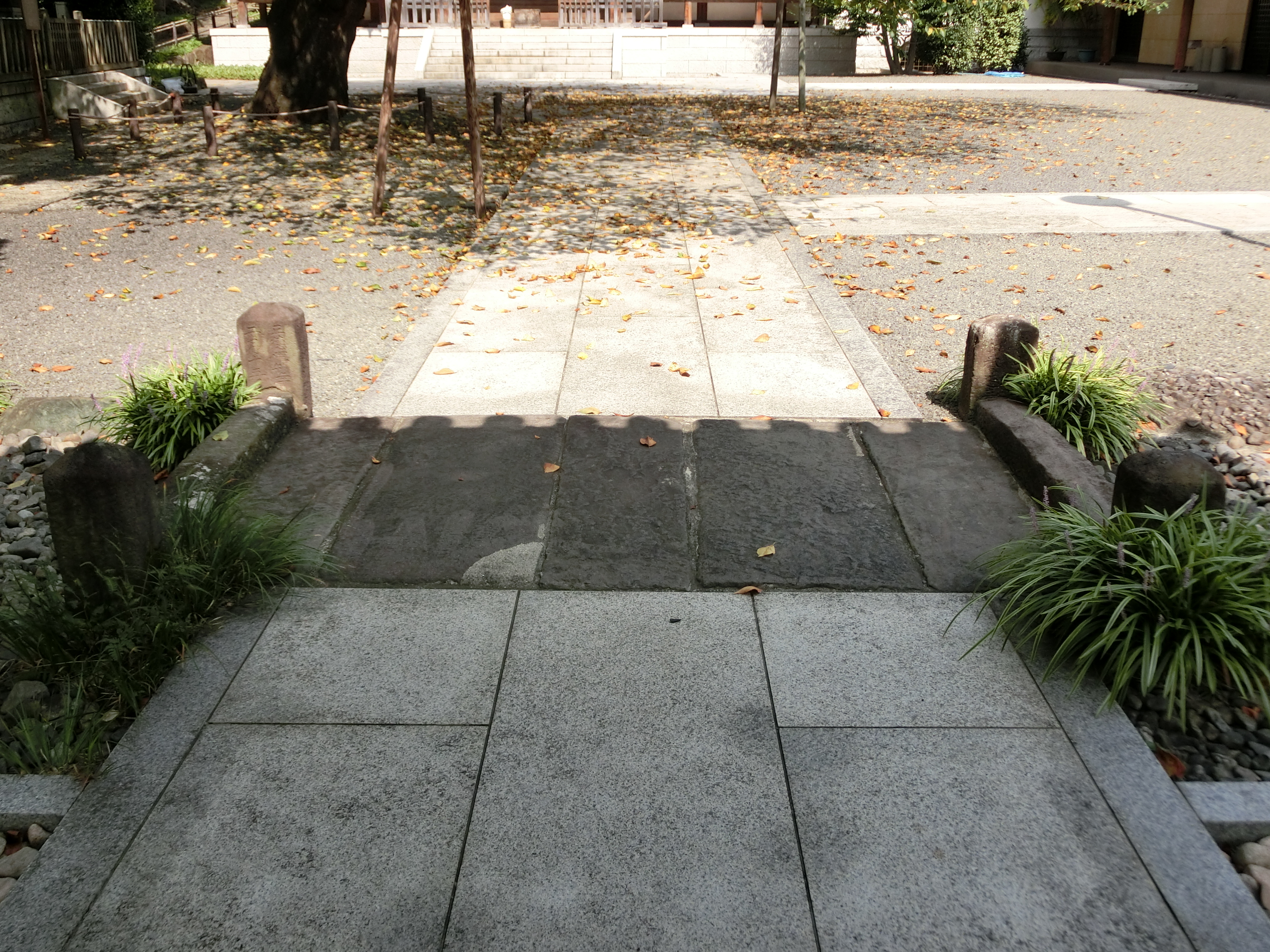
中用水遺構石橋
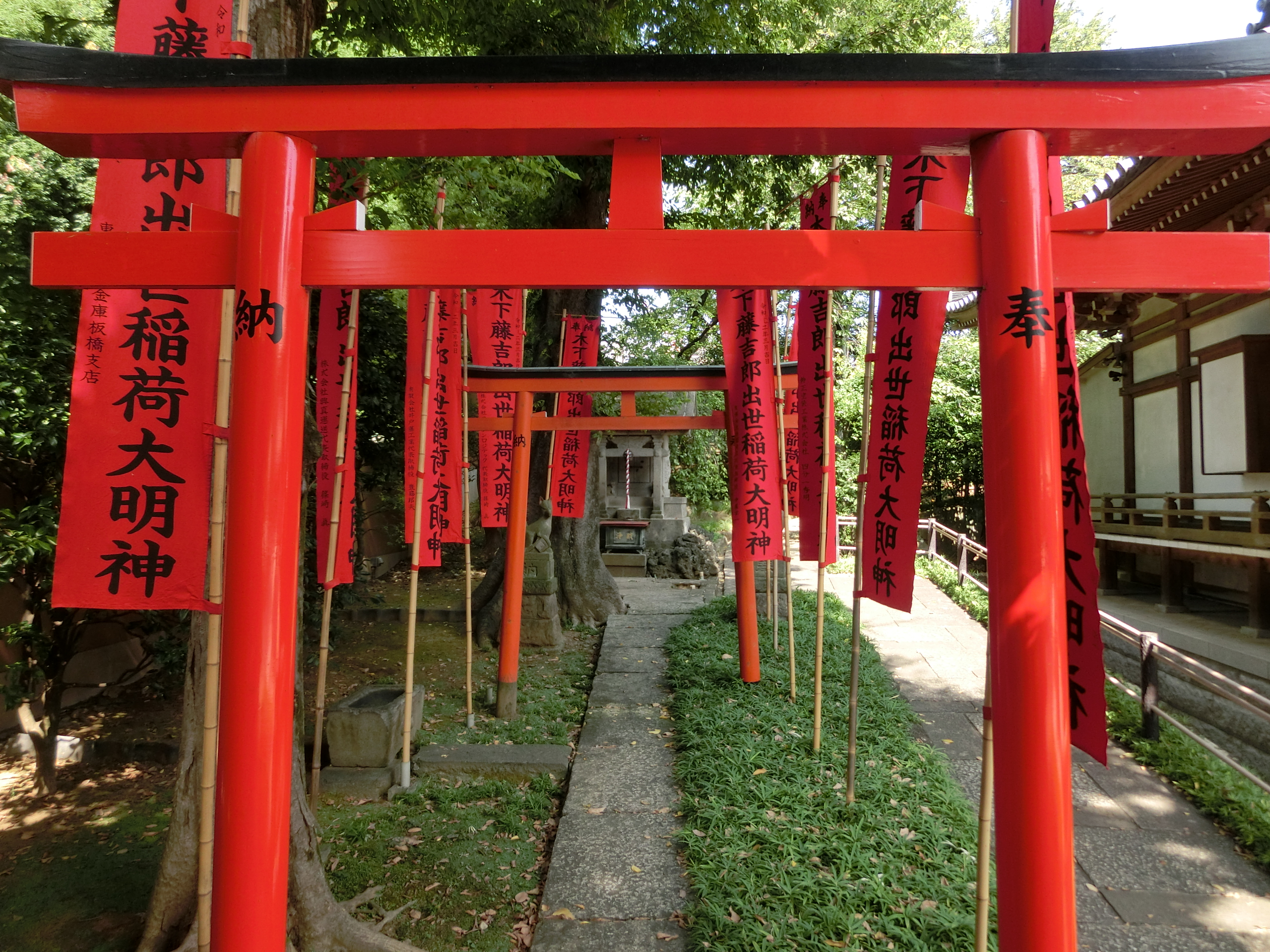
木下藤吉郎出世稲荷大明神

## 寺宝等
- 阿弥陀如来像（本尊）
- 法然上人坐像
- 善導大師坐像
- 扁額「揮発可輝光」（東郷平八郎筆）

## 墓所
- 相沢朮（医師、歌人）

## 交通アクセス
- 板橋本町駅より徒歩8分。